# Famille Bonivard
La famille Bonivard (latin Bonivardi) est une famille noble de Savoie, issue de la bourgeoise de Chambéry, ayant obtenu des charges importantes dans le comté, puis duché de Savoie, du XIIIe au XVIe siècle.

## Histoire
La famille Bonivard, issue de la bourgeoisie de Chambéry, a accédé au rang de la noblesse durant les XIIIe siècle et XIVe siècle,. L'historien Pierre Lafargue qui a travaillé notamment sur cette famille relève que « Des années 1230 aux années 1530, la famille Bonivard exprime avec une remarquable vitalité les enjeux politiques et sociaux de la fin du Moyen Âge savoyard ».
Le généalogiste Amédée de Foras indique que ses membres seraient de « simples marchands », à partir des notes de Samuel Guichenon (XVIIe siècle). Les Bonivard semblent toutefois avoir obtenu des biens féodaux au cours du XIIIe siècle (Foras), notamment dans les alentours de Chambéry, ainsi qu'en Maurienne. Foras conclut que « c'est probablement ainsi que la noblesse est venue dans cette famille ».
Un Bonivard (Jacques ?) est témoin lors de l'obtention d'une charte de franchises par la cité de Chambéry, par le comte Thomas Ier, en 1232,.
Jacques Bonivard (le même ?), secrétaire du comte Thomas, est accusé par la tradition d'être à l'origine de « la colère divine, [provoquant ainsi] la chute partielle du mont Granier en 1248 »,. Sa réussite rapide à la cour de Savoie, ainsi que sa prétendue « cupidité », seraient à l'origine de ces rumeurs. Une autre version précise qu'un Bonivard aurait chassé les moines du prieuré de Saint-Benoit, à Granier, et qu'il s'y serait installé.
Pierre Bonivard, pour les services rendus au comte de Savoie, obtient le prieuré d'Arbin, en 1289. L'année suivante, il est mentionné comme bourgeois de Chambéry, dans un acte où il se porte débiteur pour un homicide. En 1309, Guillaume de Bonivard est mentionné comme frère de l'ordre de Saint-Antoine, dans une sentence arbitrale.
Les Bonivard obtiennent dès le début du XIVe siècle de nombreuses charges auprès du comte de Savoie. Jean Bonivard est « clerc des dépenses de l'Hôtel en 1300-1303 ». Cette position lui permet de devenir « châtelain de Tarentaise en 1312, puis du Châtelard-en-Bauges de 1326 à 1340 ». Il achète à Humbert de La Salle, en 1321, sa maison de Chambéry, avant d'acquérir par la suite son manoir à Montcharvin. Pierre Bonivard est mentionné comme châtelain, notamment de Pont-de-Beauvoisin, du Châtelard-en-Bauges et à Ugine, entre 1334 et 1368.
Cette famille est implantée dès cette période à Seyssel, où ses représentants obtiennent la châtellenie dans les années 1350,. Il s'agit notamment d'un certain Aymon, chevalier, châtelain au cours des deux périodes suivantes : 1357 à 1363, puis de 1384 à 1389, remplacer par son frère, François, pour la période de 1368 à 1378,. Aymon est l'un des quinze premiers chevaliers de l'Ordre du Collier, lors de sa création par Amédée VI de Savoie, en 1364,. Il obtient la charge de la châtellenie des Allinges, entre 1363 et 1380, et de vicaire de Turin, l'office équivalent du châtelain pour cette ville. Son testament de 1373 permet de découvrir que le comte de Savoie lui doit des créances pour ses anciens offices de Saint-Jean de Maurienne et de Seyssel.
François Bonivard occupe les charges de capitaine des fortifications et châtelain de Tarentaise, ainsi que maître de l'Hôtel du comte de Savoie, entre 1375 et 1383.
En 1455, Louis Bonivard, seigneur de Saint-Michel-des-Déserts, chambellan et principal maître d'hôtel du duc de Savoie Louis Ier, achète à Gaston de Grailly, comte de Foix, la seigneurie et son château de Grilly, en Pays de Gex,,. Il semble que la famille adopte les armes de la maison de Grailly à cette occasion.
La famille Bonivard s'éteint au cours du XVIe siècle. Une branche cadette, installée à Vimines, dans la banlieue de Chambéry, part s'installer à Nice, vers le début du XVIIe siècle. Elle semble disparaître, selon Foras, dans la famille Isnardi, de Nice.

## Héraldique
| Famille Bonivard | Les armes de la famille Bonivard se blasonnent ainsi : D'or à la croix de sable, chargée de cinq coquilles d'argent,. Le comte de Foras indique que « on croit très généralement que les Bonivard ont pris ce blason, qui est celui des Grailly (…) en achetant le fief de ce nom au pays de Gex ». Il s'étonne par ailleurs qu'aucune trace de l'ancien blason des Bonivard n'ait été retrouvé. |

## Filiation
- Rodolphe ([II]?) Bonivard.
  - Rolet Bonivard († 1348), dit Brutin, 3 enfants dont :
    - François Bonivard, ∞ Jacquemette des Clefs.
      - Pierre Bonivard, seigneur, ∞ Marguerite de Grolée, 8 enfants dont :
        - Urbain Bonivard, religieux.
        - Louis Bonivard (mort après 1434), seigneur et officier comtal, ∞ (1494) Marguerite de Luyrieu(x) (?), 2 enfants dont :
          - Carolus Bonivard, ∞ Jeanne de Candie.
            - Aimée Bonivard (teste en 1534), dame des Déserts, héritière de son frère, ∞ Thomas de Crescherel.
            - Reynié/René Bonivard († 1523), ∞ Jacqueline de Rivoire.
              - Aimé/Aymé Bonivard (mort avant son père)

        - François Bonivard, ∞  N.N.
          - Louis Bonivard, seigneur, ∞ Aynarde de Menthon, 3 enfants dont :
            - François Bonivard, religieux.
            - Amblard Bonivard, seigneur, ∞ Louise de Duyn-Maréchal.
              - Claudine Bonivard, ∞ (1545) Claude de Mareste.
              - Bernarde Bonivard, ∞ (1, 1550) Jean Philibert d'Oncieu ; ∞ (2) Hercule de Cordon ; ∞ (3) André de Montferrand ; ∞ (4, 1583) Gaspard de Meyrat.
              - Gasparde Bonivard, ∞ (1, 1548) … de Cordon ; ∞ (2) George/Galois de Vignod.

          - Jean-Amédée Bonivard, religieux.

## Personnalités
- Aymon (de) Bon(n)ivard, châtelain, chevalier de l'Ordre du Collier (1364)[1],[8],[19].
- Jacques de Bonivard, secrétaire du comte Thomas Ier, prieur commendataire de Saint-André (avt. 1248), accusé, par la tradition, d'être responsable de l'écroulement du Mont Granier[5].
- François Bonivard, capitaine des fortifications et châtelain de Tarentaise, maître de l'Hôtel du comte de Savoie (1375-1383)[12].
- Jean de Bonivard († 1361), syndic de Chambéry (décembre 1354 au 22 juillet 1360)[3].
- Louis Bonivard, chambellan, principal maître d'hôtel du duc de Savoie[13],[14].
- Urbain Bonivard, son frère, prieur de Contamine (1450-), abbé de Pignerol (1466-), prieur commendataire de Saint-Victor de Genève ; évêque de Verceil (1469–1499)[20],[21] ;
- Jean-Amédée Bonivard († 1514), son neveu, prieur commendataire de Saint-Victor de Genève (1483-1510)[20], abbé commendataire de Sainte-Marie de Pignerol (Piémont, 1493), de Payerne (1507-1512)[22] ;
- François Bonivard (1493-1570), son neveu, chroniqueur de Genève[20], prieur commendataire de Saint-Victor de Genève (1510-1519), bourgeois de Genève en 1537[23].

## Titres
Seigneurs de Saint-Michel (dit Saint-Michel-des-Déserts, puis Les Déserts) et de La Barre, en Savoie, de Lompnes (Angeville), en Bugey et de Grailly (Grilly) (1455) en Pays de Gex.

## Charges
Des membres de la famille ont été châtelains de :
- Allinges-Neuf-Thonon (mai 1363-v. 1380)[26]
- Beaufort (juillet 1355-mars 1356) ;
- Briançon et Salins, dite de Tarentaise (1312, 1383-1385) ;
- Chambéry (1449) ;
- Châtelard (1315-1318, 1323-1340, 1344-1351) ;
- Châtillon et Cluses (1502-1503) ;
- Conflans (1349-1351) ;
- Maurienne (1450-1456, 1459-1460) ;
- Montmélian (1449-1455) ;
- Seyssel (1357-1363, 1385-1391)[11] ;
- Ugine (1351-1352).

Aymon Bonivard est courrier (« ou corrier, sorte d'administrateur ») de la Terre commune de Maurienne (1350-1357, 1374-1393), en même temps qu'il fut châtelain de Seyssel, d'Allinges-Neuf-Thonon, puis au-delà vicaire de Turin en 1373. La charge de courrier passe à ses fils et leurs descendants jusqu'en 1451, puis de 1454 à 1456 et de 1465 à 1504.

### Régeste genevois
1. ↑  Acte du 23 août 1290, (REG 0/0/1/1319).
2. ↑  Sentence arbitrale du 28 février 1309, (REG 0/0/1/1319).

### Autres références
1. 1 2 3 4 5 6 7 8 9 10 11 12 13  Foras, p. 247.
2. 1 2 3 4 5  Demotz 2000, p. 414.
3. 1 2 3 4  Pierre Lafargue, « Les Bonivard, des notables chambériens à la fin du Moyen Age », publié dans le Bulletin de la Société des Amis du Vieux Chambéry, n°41, 2002.
4. ↑  Lafargue 2001, p. 192 (lire en ligne).
5. 1 2  Stéphane Gal, Histoires verticales. Les usages politiques et culturels de la montagne (XIVe – XVIIIe siècles), Champ Vallon, 2018, 456 p. (ISBN 979-1-02670-681-6, lire en ligne), p. 207-208.
6. ↑  Jean-Marie Jeudy, Les sentiers autour de Chambéry, Syndicat d'initiative de Chambéry, 1985.
7. ↑  Lafargue 2001, p. 190 (lire en ligne).
8. 1 2 3 4 5 6 7  Demotz 2000, p. 415.
9. ↑  Michèle Brocard, Les Châteaux de Savoie, Cabédita, coll. « sites et villages » (ISBN 978-2-88295-142-7), p. 123.
10. ↑  Lafargue 2001, p. 206-207 (lire en ligne).
11. 1 2 3 4 5 6  François-Clément de Mareschal de Luciane, « Discours de réception de M. le comte de Mareschal de Luciane : Souveraineté temporelle des évêques de Maurienne au Moyen Age (séance 12 février 1891) », Mémoires de l'Académie des sciences, belles-lettres et arts de Savoie, vol. III, no 4,‎ 1892, p. 253-380, notamment 302-303 (lire en ligne).
12. 1 2  Lafargue 2001, p. 194 (lire en ligne).
13. 1 2  Archivum heraldicum, Société Suisse d'Héraldique, Volumes 48 à 49, 1934, p. 103.
14. 1 2  Henri Buathier, Histoire des communes de l'Ain : Le Haut-Bugey, Le Valromey, Le pays de Gex, vol. 4, Horvath, 1985, 519 p. (ISBN 978-2-7171-0315-1), p. 422-425.
15. ↑  Mémoires de l'Académie des sciences, belles-lettres et arts de Savoie, Chambéry, 1892, p. 359.
16. 1 2 3  Foras, p. 252.
17. ↑  François Bonivard, Les chroniques de Genève, vol. 1, Genève, D. Dunant, 1831 (lire en ligne), p. 122.
18. ↑  Joseph Hubert Willems, H Lamant, J -Y Conan, Armorial français; ou Répertoire alphabétique de tous les blasons et notices des familles nobles, patriciennes et bourgeoises de France, 17 vols., G. Lelotte, 1964-1979.
19. ↑  Arnaud Bunel, « Armorial des Chevaliers de l'Annonciade », sur heraldique-europeenne.org, Héraldique européenne (consulté le 19 décembre 2016).
20. 1 2 3  « Les Bonivard, à Genève et à Contamine », publié sur le site de la société locale « Les Amis de la Grande Maison » - www.lesamisdelagrandemaison.com.
21. ↑  (it) Francois-Charles Uginet, « urbain-bonivard_(Dizionario-Biografico) », dans Enciclopedia Treccani, Rome, Istituto dell'Enciclopedia Italiana
22. ↑  Claire Martinet, « Bonivard, Jean-Amédée ou Jean-Amé » dans le Dictionnaire historique de la Suisse en ligne, version du 19 novembre 2002..
23. ↑  Micheline Tripet, « Bonivard, François » dans le Dictionnaire historique de la Suisse en ligne, version du 21 janvier 2008..
24. ↑  Henri Buathier, Histoire des communes de l'Ain : Le Haut-Bugey, Le Valromey, Le pays de Gex, Lyon, Horvath, 1985, p. 422-425.
25. ↑  « SA - Comptes des châtellenies, des subsides, des revenus et des judicatures », sur le site des Archives départementales de la Savoie - enligne.savoie-archives.fr (consulté en février 2018), p. 3.
26. ↑  Abbé Jean-François Gonthier (1847-1913), Les Châteaux et la chapelle des Allinges, Annecy, impr. de J. Niérat (Ancienne imprimerie Burdet), 1881, 136 p. (lire en ligne).